# Modèle de Seeheim
 (octobre 2014).
Si vous disposez d'ouvrages ou d'articles de référence ou si vous connaissez des sites web de qualité traitant du thème abordé ici, merci de compléter l'article en donnant les références utiles à sa vérifiabilité et en les liant à la section « Notes et références ».
 (octobre 2014).
- Si vous ne connaissez pas le sujet, laissez ce bandeau (vous pouvez alors contacter les auteurs).
- Si vous supprimez le contenu mis en cause (vous pouvez préalablement contacter les auteurs),

argumentez précisément cette suppression dans la page de discussion
(un manque de référence n'est pas un argument ; une recherche réelle de référence doit avoir été effectuée, être formellement documentée).
Le modèle de Seeheim est un patron d'architecture logicielle introduit en 1983 pour structurer l'interface homme-machine dans un logiciel interactif. Seeheim est une ville d'Allemagne où s'est tenu en novembre 1983 un atelier de travail organisé par Eurographics sur le thème "User Interface Management Systems" (Systèmes de Gestion d'Interface Utilisateur). Le modèle de Seeheim a été proposé collectivement au cours de cette réunion.

## Les composants du patron
Étant donné un utilisateur et un ensemble de fonctions (qu'on appelle le noyau fonctionnel), le modèle de Seeheim stipule qu'une interface homme-machine est composée de trois parties :
- la Présentation est la couche qui gère les entrées et les sorties ; elle représente les données et interprète les actions de l'utilisateur.

- la Gestion du Dialogue gère le séquencement des entrées et des sorties, par exemple l'enchaînement des écrans dans une interface graphique.

- le Modèle d'Interfaçage de l'Application est la couche qui sert à relier les fonctions et données du noyau fonctionnel aux données et actions de l'IHM. On parle souvent aussi d'interface du noyau fonctionnel.

### Rôle et utilité
Le modèle de Seeheim est un patron de conception :
- abstrait : il ne précise pas comment réaliser les différentes parties et leurs interconnexions en utilisant les constructions disponibles dans les langages de programmation.

- de haut niveau : il s'applique à l'analyse des logiciels à un grain macroscopique, au niveau du module, de la bibliothèque ou du processus. Il existe des modèles abstraits de plus bas niveau, destinés à l'analyse à grain microscopique, au niveau de la fonction ou de la classe.

En 1983, une des principales préoccupations était le remplacement des interfaces Homme-machine textuelles par des interfaces graphiques. Le modèle de Seeheim proposait donc une organisation du logiciel qui permettait de modifier les interfaces sans modifier les noyaux fonctionnels.
En 2006, le modèle de Seeheim est surtout reconnu pour son rôle historique, pour le vocabulaire qu'il a introduit, et pour les objectifs de génie logiciel dont il se fait l'écho. Sur le plan de l'architecture abstraite de haut niveau, le modèle de l'arche est plus détaillé et plus souvent cité par les chercheurs. Par ailleurs, des patrons plus détaillés (Modèle-Vue-Contrôleur, Présentation, Abstraction, Contrôle) sont plus proches des préoccupations concrètes des programmeurs, et sont donc plus souvent utilisés comme référence.